# Erica Handley
Erica Jean Handley (Glasgow, 22 aprile 1995) è una pallavolista statunitense, di ruolo palleggiatrice.

## Biografia
Erica Handley nasce a Glasgow, in Montana, secondogenita di Chris e Lisa Handley. Il padre giocava a pallacanestro al Jamestown College, mentre la madre giocava a pallavolo per la Montana State University Billings. Nel 2013 si diploma alla Lakeville North High School. In seguito studia comunicazione prima alla Syracuse University e poi alla University of Minnesota.

## Carriera

### Club
La carriera di Erica Handley inizia nei tornei scolastici del Minnesota, giocando per la Lakeville North HS; dopo il diploma gioca anche a livello universitario, entrando a far parte della squadra di pallavolo femminile della Syracuse, impegnata in NCAA Division I: dopo il torneo 2013, si trasferisce alla Minnesota, dove gioca dal 2014 al 2016 raggiungendo due semifinali nazionali.
Nel gennaio 2017 firma il suo primo contratto professionistico nella Liga Siatkówki Kobiet polacca per la seconda parte della stagione 2016-17, col BKS. Nel campionato 2017-18 approda in Francia, partecipando alla Ligue A col Nantes, mentre nel campionato seguente gioca nella Lentopallon Mestaruusliiga finlandese con l'Oriveden Ponnistus, aggiudicandosi la Coppa di Finlandia.
Nella stagione 2019-20 si trasferisce nella Extraliga ceca, ingaggiata dall'Olomouc. Nel 2021 torna invece a giocare in patria, partecipando alla prima edizione dell'Athletes Unlimited. Si trasferisce quindi in Germania per il campionato 2021-22, dove partecipa alla 1. Bundesliga con il Wiesbaden; la sua esperienza con la formazione tedesca viene però condizionata da un infortunio alla mano, terminando anzitempo nel febbraio 2022.

## Palmarès

### Club
- Coppa di Finlandia: 1

2018